# San Biagio Saracinisco
San Biagio Saracinisco é uma comuna italiana da região do Lácio, província de Frosinone, com cerca de 366 habitantes. Estende-se por uma área de 31 km², tendo uma densidade populacional de 12 hab/km². Faz fronteira com Castel San Vincenzo (IS), Picinisco, Pizzone (IS), Rocchetta a Volturno (IS), Sant'Elia Fiumerapido, Vallerotonda.

## Demografia
| Variação demográfica do município entre 1861 e 2011                               |
|                                                                                   |
| Fonte: Istituto Nazionale di Statistica (ISTAT) - Elaboração gráfica da Wikipedia |